# Synclidopus
Synclidopus is een geslacht van straalvinnige vissen uit de familie van de eigenlijke tongen (Soleidae).

## Soorten
- Synclidopus hogani Johnson & Randall, 2008
- Synclidopus macleayanus (Ramsay, 1881)